# Standard Sportsman
Der Standard Sportsman (alternativ: Standard Vanguard Sportsman) ist ein Personenkraftwagen des ehemaligen britischen Automobilherstellers Standard, der von 1956 bis 1958 gebaut wurde. Der Sportsman ist ein Schwestermodell des 1955 eingeführten Standard Vanguard III, mit dem er technisch und stilistisch eng verwandt ist. Er war eine sportliche Version des Vanguard III. Wegen seines umstrittenen Designs und des vergleichsweise hohen Preises war der Wagen ein kommerzieller Misserfolg; insgesamt entstanden wahrscheinlich weniger als 1000 Fahrzeuge.

## Entstehungsgeschichte
Die in Coventry ansässige Standard Motor Company war seit 1948 in der Mittelklasse mit der Baureihe Standard Vanguard vertreten, die ab Herbst 1955 in der mittlerweile dritten Generation (Phase III) erhältlich war. Während der Vanguard Phase I (1948 bis 1953) und Phase II (1953 bis 1955) Einheitsmodelle gewesen waren, begann Standard kurz nach der Einführung des komplett neu konstruierten Vanguard Phase III, die Baureihe aufzufächern.
Ein erster Schritt war die Entwicklung einer leistungsstärkeren und höherpreisigen Variante des Vanguard, die sportliche Fahrer ansprechen sollte; im Anschluss daran erschien noch eine betont einfache Version mit der Bezeichnung Ensign. Anfängliche Planungen gingen – möglicherweise weil Standard seinen bloße Durchschnittlichkeit suggerierenden Markennamen unpassend fand – dahin, die sportliche Version unter der Marke Triumph auf den Markt zu bringen, die seit 1939 zum Standard-Konzern gehörte und die zu dieser Zeit den zweisitzigen Roadster TR3 produzierte. Für die Limousine war die seit 1954 bei Triumph nicht mehr verwendete Modellbezeichnung Renown vorgesehen. Kurz vor Produktionsbeginn, nachdem bereits Triumph-Embleme bestellt und geliefert worden waren, fiel aus unbekannten Gründen die Entscheidung, die sportliche Limousine doch unter der Marke Standard zu verkaufen. Die letztlich gewählte Modellbezeichnung Sportsman war das Ergebnis einer spontanen Entscheidung.
Der Standard Sportsman war ein Misserfolg.

## Modellbeschreibung

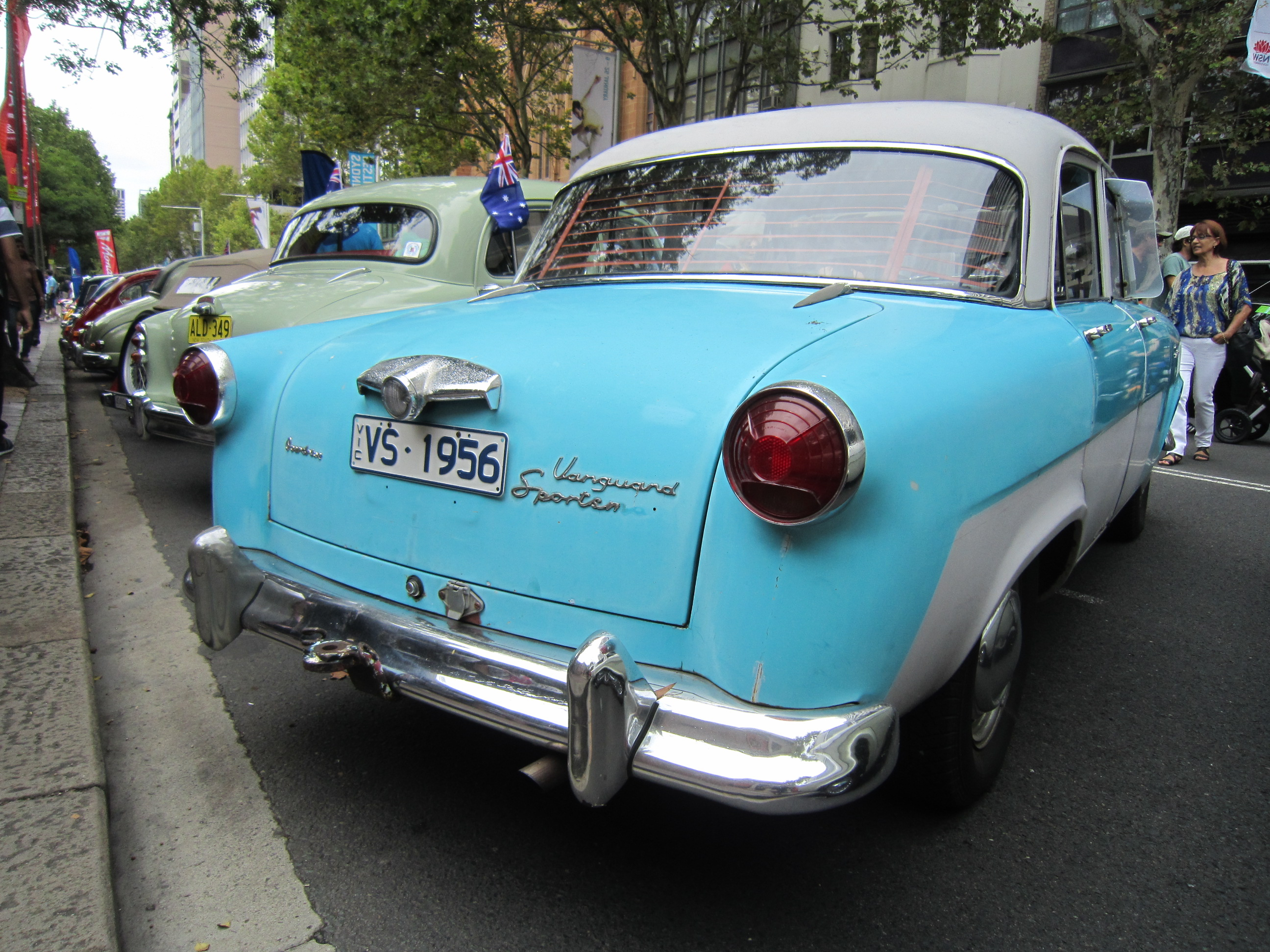
Heckpartie

### Karosserie
Der Standard Sportsman war nur als viertürige Limousine erhältlich. Eine Kombiversion, die beim Vanguard Phase III erhältlich war, war im offiziellen Werksprogramm nicht vorgesehen.
Die Karosserie des Sportsman stimmt in ihrer Grundkonstruktion weitestgehend mit der des Vignale Phase III überein. Sie ist selbsttragend ausgelegt. Ihre Form geht auf den US-amerikanischen Designer Carl Otto zurück, der einige Gestaltungsmerkmale zeitgenössischer Mittelklassewagen von Chrysler, Ford und Studebaker kopierte. Die viertürige Limousine folgt der Pontonform, hat ein Stufenheck und einen trapezförmigen Fahrgastraum. Die Wagenflanken sind wie beim Vanguard Phase III von einer in den vorderen Türen beginnenden und bis zum Heck verlaufenden Sicke geprägt. Die Rückleuchten sind rund und rot verglast.
Stilistisch eigenständig ist nur die Frontpartie des Sportsman. Anstelle der über die Wagenbreite reichenden Kühleröffnung des Vanguard Phase III, die von einer breiten waagerechten Strebe mit zahnartigen Aufsätzen geteilt wird, hat der Sportsman eine rechteckige, breit eingefasste verchromte Kühlermaske mit zahlreichen senkrechten Streben, deren Form einige Autoren an die beim MGA verwendete Kühlerverkleidung erinnerte. Anders als beim Vanguard sind die vorderen Rundscheinwerfer mit verchromten (und nicht in Wagenfarbe lackierten) Ringen umrandet. Besonderes Merkmal des Sportsman ist außerdem die Zweifarbenlackierung, bei der die seitliche Sicke in den Wagenflanken die Grenze zwischen den Farbtönen bildet. Die Sicke wird durch eine Chromleiste betont.
Im Innenraum waren lederbezogene Sitze erhältlich.

### Fahrwerk
Der Standard Sportsman hat wie der Vanguard Phase III vorn Einzelradaufhängung mit Schraubenfedern, die mit einem Hilfsrahmen verschraubt ist. Hinten ist eine Starrachse mit halbelliptischen Blattfedern eingebaut. Der Wagen hat Trommelbremsen von Lockheed an allen Rädern, deren Durchmesser größer ist als beim Vanguard.

### Motorisierung und Kraftübertragung
Der Standard Sportsman wird von einem Vierzylinder-Ottomotor angetrieben, der weitgehend mit dem Motor des Vanguard Phase III übereinstimmt und der in abgewandelter Form auch in den Traktor Ferguson TE20 eingebaut wurde. Der Reihenmotor hat wie beim Vanguard einen Hubraum von 2088 cm³ (Bohrung × Hub: 85 × 92 mm). Für den Einsatz im Sportsman wurde der Motor in Details überarbeitet. Anstelle eines einzelnen Vergasers hat der Sportsman zwei SU-Vergaser. Die Verdichtung wurde von 7 : 1 auf 8 : 1 erhöht, und der Ansaugkrümmer hat eine andere Form. Dadurch stieg die Motorleistung auf 90 bhp (67 kW).
Die Kraftübertragung übernimmt eine handgeschaltetes Dreiganggetriebe mit Overdrive, das über eine Lenkradschaltung zu bedienen ist. Kritiker sind der Auffassung, dass diese Auslegung, die vom Vanguard III übernommen wurde, der behaupteten Sportlichkeit des Sportsman entgegenstand.

### Fahrleistungen
Ein Test der britischen Fachzeitschrift The Motor aus dem Jahr 1956 ermittelte eine Höchstgeschwindigkeit von 146 km/h (90 mph). Für die Beschleunigung von 0 auf 97 km/h wurden 19,2 Sekunden benötigt.

## Preise und Produktion
Bei seiner Markteinführung 1956 kostete der Sportsman 1.230 £, etwa 200 £ mehr als der Vanguard Phase III und 180 £ mehr als ein Wolseley 6/90, aber nur 300 £ weniger als ein deutlich leistungsstärkerer Jaguar Mark I.
Der Standard Sportsman verkaufte sich unerwartet schlecht. Bis 1958 setzte Standard lediglich 901 Fahrzeuge ab. Einzelne Quellen berichten, dass bis 1960 auf besonderen Kundenwunsch noch eine Reihe weiterer Sportsman hergestellt wurde, obwohl das Modell nicht mehr in dem offiziellen Werksprogramm enthalten war. Grund dafür sei der bis 1958 nicht aufgebrauchte Lagerbestand an Sportman-Motoren gewesen sein. Darunter sollen auch einige Kombis gewesen sein. Der Umfang dieser Nachproduktion ist unklar. Teilweise ist von etwa 50 zusätzlichen Autos die Rede, andere Quellen gehen von bis zu 250 Fahrzeugen aus.

## Kritik
Der Standard Sportsman erhielt fast durchgängig schlechte Bewertungen. Rückblickend wird er als „erbärmlicher Fehlschlag“ angesehen. Der britische Motorjournalist Giles Chapman zählt den Sportsman zu den „schlechtesten Autos, die jemals verkauft wurden“: Das Auto habe pummelig ausgesehen und sei alles andere als sportlich gewesen.